# Wirtemberskie Oddziały Bezpieczeństwa

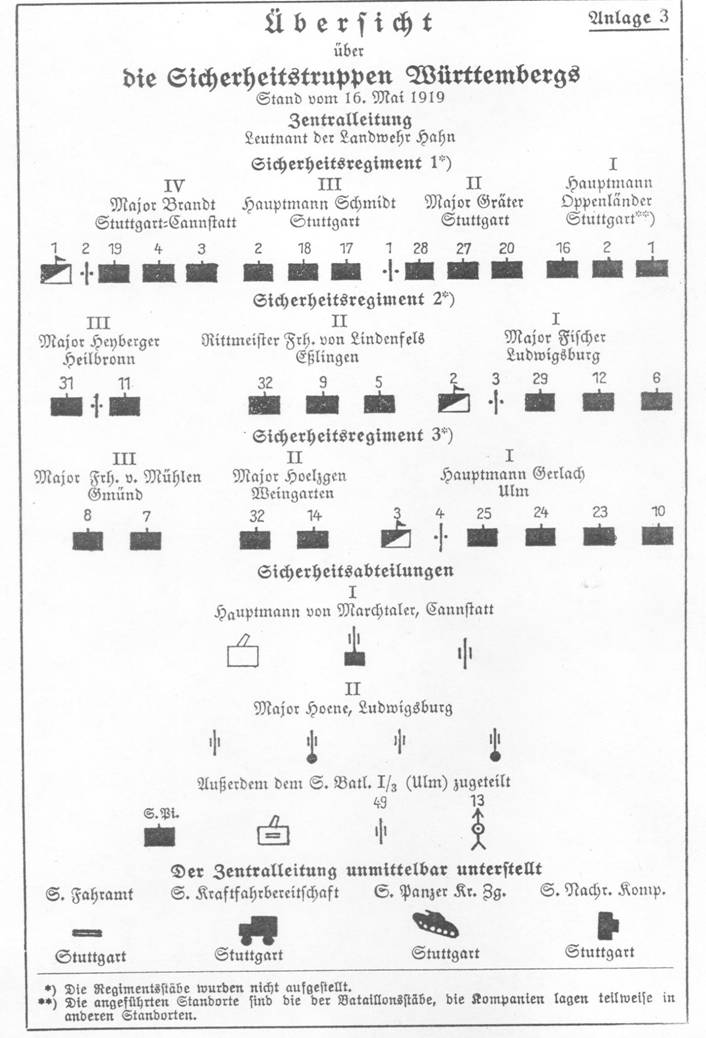
Struktura organizacyjna Wirtemberskich Oddziałów Bezpieczeństwa 16 maja 1919

Wirtembergia w konturze Republiki Weimarskiej

Wirtemberskie Oddziały Bezpieczeństwa (niem. Württembergische Sicherheitstruppen) – formacja wojskowa Wolnego Ludowego Kraju Wirtembergii, istniejąca 6 miesięcy 1918–1919, tuż po zakończeniu I wojny światowej, w okresie rewolucji listopadowej.
Oddziały te były wywodziły się bezpośrednio z jednostek XIII Korpusu Armijnego Cesarstwa Niemieckiego. Włączone w 1919 do Reichswehry.

## Oddziały bezpieczeństwa
| Oddziały bezpieczeństwa                                                | Oznaczenie w ramach Reichswehry            |
| ---------------------------------------------------------------------- | ------------------------------------------ |
| Württembergisches Sicherheitsregiment 1                                |                                            |
| I. Btl. Stuttgart: Kp 1, 2, 16, 20                                     | II./ReichswehrSchützen-Rgt. 25             |
| II. Btl. Stuttgart: Kp 13, 27, 28, MG-Kp 1                             | I./Reichswehr Schützen-Rgt. 25             |
| III. Btl. Stuttgart: Kp 17, 18, 21                                     | I./Reichswehr Schützen-Rgt. 25             |
| IV. Btl. Cannstatt: Kp 3, 4, 19, MG-Kp 2                               | I./Reichswehr Schützen-Rgt. 25             |
| 1. Sicherheits-Eskadron Cannstatt                                      | Reichswehr Kavallerie-Rgt. 13              |
| Sicherheits-(Art-)Abteilung I Cannstatt mit 2 Batterien                | I./leichtes Reichswehr Artillerie-Rgt. 13  |
| Württembergisches Sicherheitsregiment 2                                |                                            |
| I. Btl. Ludwigsburg: Kp 6, 12, 29, MG-Kp 3                             | III./Reichswehr Schützen-Rgt. 25           |
| II. Btl. Esslingen am Neckar: Kp 5, 9, 33                              | I./Reichswehr Schützen-Rgt. 25             |
| III. Btl. Heilbronn: Kp 11,31                                          | Reichswehr Jäg.Btl. 13                     |
| 2. Sicherheits-Eskadron Ludwigsburg                                    | Reichswehr Kavallerie-Rgt. 13              |
| Sicherheits-(Art-)Abteilung II Ludwigsburg mit 2 Batterien             | II./leichtes Reichswehr Artillerie-Rgt. 13 |
| Württembergisches Sicherheitsregiment 3                                |                                            |
| I. Btl. Ulm: Kp 10, 23, 24, 25, MG-Kp 4                                | II./Reichswehr Schützen-Rgt. 26            |
| II. Btl. Weingarten: Kp 14, 32                                         | III./Reichswehr Schützen-Rgt. 26           |
| III. Btl. Gmünd: Kp 7, 8, 15                                           | Reichswehr Jäg.Btl. 13                     |
| 3. Sicherheits-Eskadron Ulm                                            | Reichswehr Kavallerie-Rgt. 13              |
| 1 Batterie Fußartillerie-Rgt. 13 und 1 Batterie Feldartillerie-Rgt. 49 | I./leichtes Reichswehr Artillerie-Rgt. 13  |